# أندرياس هانسن
أندرياس هانسن (بالنرويجية البوكمول: Andreas Hanssen)‏ هو مُحرِّر وسياسي نرويجي، ولد في 29 أبريل 1873 في النرويج، وتوفي في 1960. حزبياً، نشط في حزب العمال والتجمع الوطني. وقد انتخب parish priest ‏ وانتخب عضو برلمان النرويج ‏.